# Потапов, Владимир Владимирович (хоккеист)
Владимир Владимирович Потапов (род. 21 июня 1975, Мурманск) — советский и российский хоккеист, нападающий. Тренер.

## Биография
Воспитанник мурманского хоккея, на рубеже 1980-х — 1990-х перешёл в «Кристалл» Электросталь. Выступал за «Кристалл» (1991/92 — 1994/95), «Динамо» Москва (1995/96 — 1996/97), «Салават Юлаев» (1996/97), «Богемекс Трейд» Опава (Чехия, 1996/97), «Динамо-Энергия» Екатеринбург (1997/98), «Торпедо-2» НН (1997/98), «Химик» Воскресенск (1999/2000), «Дизель» / «Дизелист» Пенза (1999/2000 — 2000/01). Играл в Белоруссии за «Гомель» (2001/02 — 2002/03, 2005/06), «Керамин» (2003/04), «Брест» (2003/04 — 2004/05).
На драфте НХЛ 1993 года был выбран в 9-м раунде под 217-м номером клубом «Виннипег Джетс».
Второй призёр чемпионата МХЛ 1996. Чемпион Белоруссии 2003. Обладатель Кубка Белоруссии 2003.
Тренер в СДЮШОР-5 (Гомель), в петербургских школах «Форвард» (2011—2014), «Динамо» (2014—2015), «Олимпийские надежды» (2015—2016). Главный тренер команды МХЛ «Атланты» Мытищи (2016—2019). Тренер в системе СКА (2019—2021).
Тренер в сборных России (2019—2021). Главный тренер юношеской (U17) сборной России (2020/21). Главный тренер юношеской (U16) сборной России (2021/22)..
С 13 ноября 2021 года — главный тренер команды МХЛ «Толпар» Уфа.